# Učitel španělštiny
Učitel španělštiny (v anglickém originále The Spanish Teacher) je dvanáctá epizoda třetí série amerického hudebního televizního seriálu Glee a v celkovém pořadí padesátá šestá epizoda. Scénář k ní napsal jeden z tvůrců seriálu Ian Brennan, režíroval ji Paris Barclay a poprvé se vysílala ve Spojených státech na televizním kanálu Fox dne 7. února 2012. V epizodě se jako hostující hvězda objevil zpěvák Ricky Martin, který ztvárnil učitele španělštiny, kterého Will Schuester (Matthew Morrison) přivede na McKinleyovu střední. Dále epizoda zachycuje soutěžení učitelů na McKinleyově střední o to, kdo bude povýšen.
Epizoda získala smíšené až pozitivní reakce a mnoho kritiků považovalo Martina za vrcholný okamžik epizody. Reakce na hudbu jako celek byly méně nadšené oproti epizodě samotné, ačkoliv písně "La Isla Bonita" a "Don't Wanna Lose You" byly obecně dobře přijaty. První z uvedených písní se umístila v Billboard Hot 100 a Billboard Canadian Hot 100; ze zbývajících čtyř singlů se "Sexy and I Know It" umístila v žebříčku Billboard Hot 100 a další tři skladby se neumístily.
V původním vysílání epizodu sledovalo 7,81 milionů amerických diváků a získala 3,3/9 Nielsenova ratingu/podílu na trhu ve věkové skupině od osmnácti do čtyřiceti devíti let. Celková sledovanost klesla oproti předchozí speciální věnovací epizodě Michael, která se vysílala předchozí týden.

## Děj epizody

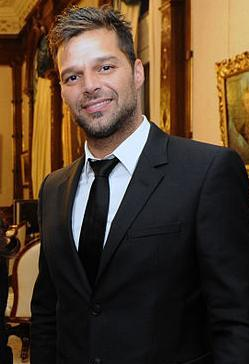
Zpěvák Ricky Martin (na obrázku) v epizodě hostuje v roli Davida Martineze, učitele španělštiny

Učitelka dějepisu odchází do důchodu a na McKinleyově střední tedy je volné místo. Učitel španělštiny Will Schuester (Matthew Morrison) a trenérka roztleskávaček Sue Sylvester (Jane Lynch) chtějí oba povýšení, ale anonymní studenti se registrovali stížnostmi na tento pár. Will chce zlepšit své jazykové schopnosti a začne chodit do večerní školy na lekce španělštiny, kde potká instruktora Davida Martineze (Ricky Martin), který poukáže na to, že děti se učí mnohem lépe pomocí hudby. Will ve sboru vyhlásí týden se španělskou tematikou, pozve do sboru Davida, který mu pomůže tím, že zazpívá "Sexy and I Know It" částečně i ve španělštině. Santana (Naya Rivera) poznamenává, že teď má Will soka a měl by bránit svou čest.
Rachel (Lea Michele) řekne Kurtovi (Chris Colfer) a Mercedes (Amber Riley), že přijala Finnovu (Cory Monteith) nabídku k sňatku. Kurt později řekne Finnovi, že jednoho dne může být s Rachel šťastný, ale že věří, že Finn nezvažuje manželství jen proto, že se rychle vzdal vlastních snů a přání.
Mercedes se zmítá mezi svými city k Samovi (Chord Overstreet) a k jejímu příteli Shanovi (LaMarcus Tinker). Školní výchovná poradkyně Emma Pillsbury (Jayma Mays) Mercedes poradí, aby se Samem týden vůbec nemluvila, aby mohli slyšet, jak k sobě promlouvají jejich srdce. Mercedes zpívá "Don't Wanna Lose You" a Sam na to reaguje mashupem písní "Bamboleo" a "Hero".
Suina pozice jako trenérky roztleskávaček je napadena vedoucí týmu synchronizovaného plavání, Roz Washington (NeNe Leakes). Roz také usiluje o povýšení a vidí se jako vážného zájemce o povýšení a pro nahrazení Sue u roztleskávaček. Roz věří, že Suin styl koučování a choreografie jsou zastaralé a plánuje, že když se stane trenérkou, tak tým aktualizuje.
Sue prozradí svou touhu stát se matkou a požádá Willa, jestli by byl její dárce spermatu. Když ji ohledně toho konfrontuje Willova snoubenka Emma, Sue přizná, že chce Willa kvůli schopnosti laskavosti pro své dítě. Emmin a Willův vztah se stává napjatým, když se Will soustředí na to, aby ohromil ředitele Figginse (Iqbal Theba), aby vyhrál povýšení a pomlouvá její nejnovější sadu poradenských letáků. Je překvapen, když trenérka Beiste (Dot-Marie Jones) nadšeně Emmu chválí za její nedávnou brožuru o důležitosti suspenzorů při sportu a že její brožuru přijalo deset velkých fotbalových klubů.
Santana a David spolu zpívají duet "La Isla Bonita" a Will na to odpoví dvojjazyčným ztvárněním písně "A Little Less Conversation", když je oblečen jako matador, což Santanu urazí. Will ji obviní, že si na něj pořád stěžuje a ona řekne, že to dělala kvůli jeho negativním latinskoamerickým stereotypům. Sue zjistí, že jedna z hlavních roztleskávaček Becky Jackson (Lauren Potter) byla ta, která si stěžovala na její koučování. Becky věřila, že je Sue méně zaměřená na tým, na její úkor a Sue ji chválí za její oddanost týmu.
Will se domluví s Figginsem, že se stane novým učitelem dějepisu a úspěšně požádá Davida, aby ho nahradil jako učitele španělštiny. Nakonec je to Emma, která dostane povýšení.

## Seznam písní
- "La Cucaracha"
- "Sexy and I Know It"
- "Don't Wanna Lose You"
- "Bamboleo / Hero"
- "La Isla Bonita"
- "A Little Less Conversation"

## Hrají
| Dianna Agron      | Quinn Fabray          |
| Chris Colfer      | Kurt Hummel           |
| Darren Criss      | Blaine Anderson       |
| Jane Lynch        | Sue Sylvester         |
| Jayma Mays        | Emma Pillsburry       |
| Kevin McHale      | Artie Abrams          |
| Lea Michele       | Rachel Berry          |
| Cory Monteith     | Finn Hudson           |
| Heather Morris    | Brittany Pierce       |
| Matthew Morrison  | William Schuester     |
| Amber Riley       | Mercedes Jones        |
| Naya Rivera       | Santana Lopez         |
| Mark Salling      | Noah „Puck“ Puckerman |
| Harry Shum mladší | Mike Chang            |
| Jenna Ushkowitz   | Tina Cohen-Chang      |